# Conrad Meit
Conrad Meit, též Conrat Meit (1470/1485 Worms – 1550/1551 Antverpy), byl německý sochař, činný většinu života v Nizozemí. Je považován za jednoho z nejvýznamnějších sochařů Severské renesance.

## Život
Je uváděn jako Conrat Meit von Worms, ale o rodičích nebo školení Mieta ve Wormsu nebo Štrasburku chybí doklady, neboť městský archiv Wormsu byl zničen roku 1689. Podle jednoho zdroje se vyučil u sochaře Hanse Seyfera a o jeho díle se pochvalně vyjádřil Albrecht Dürer. Před rokem 1506 působil jako sochař u dvora saského kurfiřta Fridricha III. Saského ve Wittenbergu a poté do roku 1511 ve wittenberské dílně Lucase Cranacha staršího. Později pracoval v Middelburgu pro Filipa Burgundského, pozdějšího biskupa Utrechtu.
V letech 1512–1530 působil v Mechelenu jako dvorní sochař regentky Nizozemí, arcivévodkyně Margarety Habsburské. Po její smrti se roku 1534 přestěhoval do Antverp, kde zakoupil dům a od roku 1536 byl jako řezbář členem cechu sv. Lukáše. Všechna jeho díla, která zde do roku 1544 vytvořil, padla za oběť ikonoklasmu.

## Dílo
Conrad Meit vytvořil specifický sochařský styl německé renesance, který kombinuje italský idealismus se severským smyslem pro detail. Nejznámějším Meitovým dílem je královská hrobka v klášteru Brou v Bourg-en-Bresse (dříve vévodství savojské), který založila roku 1505 Markéta Habsburská na památku svého druhého zesnulého manžela Filiberta Savojského. Manželé jsou pohřbeni společně s Markétinou tchyní Markétou Bourbonskou.
Náhrobek Philiberta, který zemřel ve věku 24 let, je proveden v carrarském mramoru a stojí uprostřed chóru. Má dvě úrovně, s horní sochou vévody v ceremoniálním obleku a lvem u nohou, obklopenou putti. Pod ní je nahý akt vévody pouze s bederní rouškou, obklopený malými ženskými figurami – sibylami.
Ženské náhrobky jsou ve stěnách chóru, s figurami orientovanými k náhrobku vévody. Hrob Markéty Habsburské má rovněž dvě úrovně, s horní sochou z mramoru a dolní z alabastru. Markéta, která zemřela v 50 letech, je zpodobena jako starší žena v bohatém oděvu s vévodskou pokrývkou hlavy, která připomíná korunu. Dolní socha Markéty je idealizovaná mladá žena ve volném oděvu a s rozpuštěnými vlasy. Na náhrobku princezny Markéty Bourbonské je jediná figura, na desce z černého mramoru, oblečená do oděvu s hermelínovou kožešinou a s nohama spočívajícíma na chrtovi, jako znaku věrnosti. Ve spodní části náhrobku jsou figury plaček.
Roku 1530 si u Conrada Meita objednala náhrobek Philiberta Lucemburská pro svého syna Philiberta Chalonského, prince Oranžského, který zahynul ve válce. Na náhrobku, který zahrnoval 25 figur v životní velikosti, pracoval s Meitem italský sochař Jean-Baptiste Mario z Florencie. Práce byla přerušena poté, co Philiberta roku 1534 zemřela a kostel Cordeliers de Lons-le-Saunier s náhrobkem zničil požár. Z celého díla se zachovala pouze Madona s dítětem, nyní umístěná v bruselské katedrále.
Dalších 16 figur v životní velikosti vytvořil Meit pro opatství Tongerloo poblíž Antwerp a dostal za ně zaplaceno roku 1542. Ani tyto sochy se nezachovaly.
Margareta Habsburská si původně Meita vybrala jako sochaře pro jeho proslulé portrétní umění. Meit pro ni vytvořil řadu portrétů ve dřevě ze zimostrázu, terakotě i v bronzu a také kabinetní sošky pro její kunstkameru. Soubor soch, které inspirovaly Cranachovy obrazy Adam a Eva, Lukrécie, Judita s hlavou Holoferna, ukazuje na probuzený zájem o nahou lidskou figuru.
V roce 2024 Národní Památkový Ústav zveřejnil, že mramorové busty Markéty Habsburské a Filiberta Savojského vytvořené Conrádem Meitem v letech 1512–1517 byly nalezeny na zámku Sychrov. Byli považovány za ztracené od roku 1569. Busty by měli být vystaveny na státním hradu a zámku Frýdlant od roku 2025.

### Dochovaná díla (výběr)
- 1510–1515 Judita s hlavou Holofernovou, alabastr, Bayerisches Nationalmuseum, Mnichov
- 1512–1530 Hrobka Filiberta Savojského, Saint-Nicolas-de-Tolentin, Bourg-en-Bresse
- 1512–1530 Hrobka Margarety Habsburské, Saint-Nicolas-de-Tolentin, Bourg-en-Bresse
- 1512–1530 Hrobka Margarety Bourbonské, Saint-Nicolas-de-Tolentin, Bourg-en-Bresse
- 1512–1530 Oltář Margarety Habsburské se sedmi scénami ze života Panny Marie, kaple v Saint-Nicolas-de-Tolentin, Bourg-en-Bresse (Lodewijk van Bodeghem a Conrad Meit)
- 1532 Pieta, Cathédrale Saint-Jean, Besançon
- 1534 Madona s dítětem (půlfigura), Cathédrale Saint Michel, Brusel

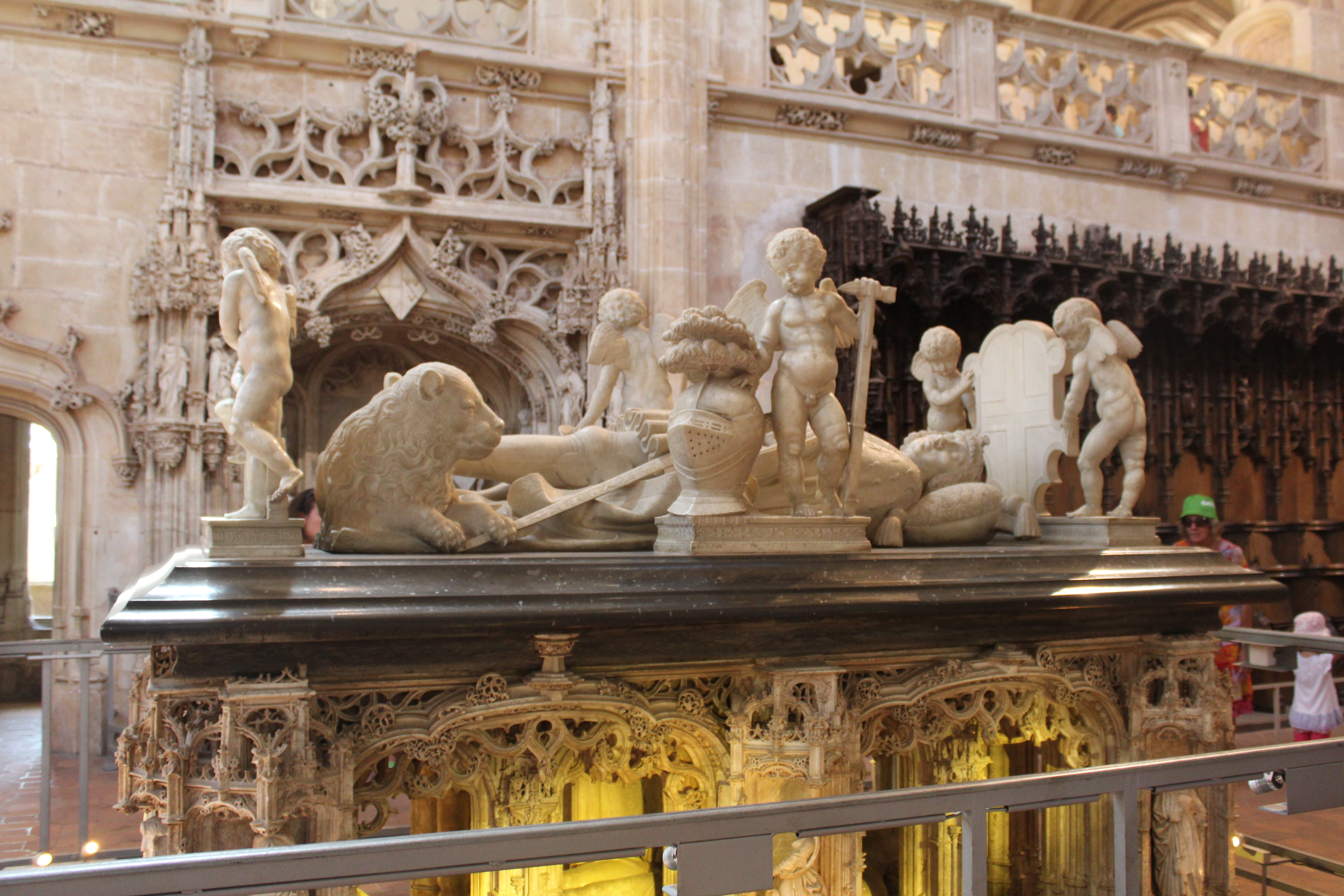
Náhrobek Filiberta Savojského
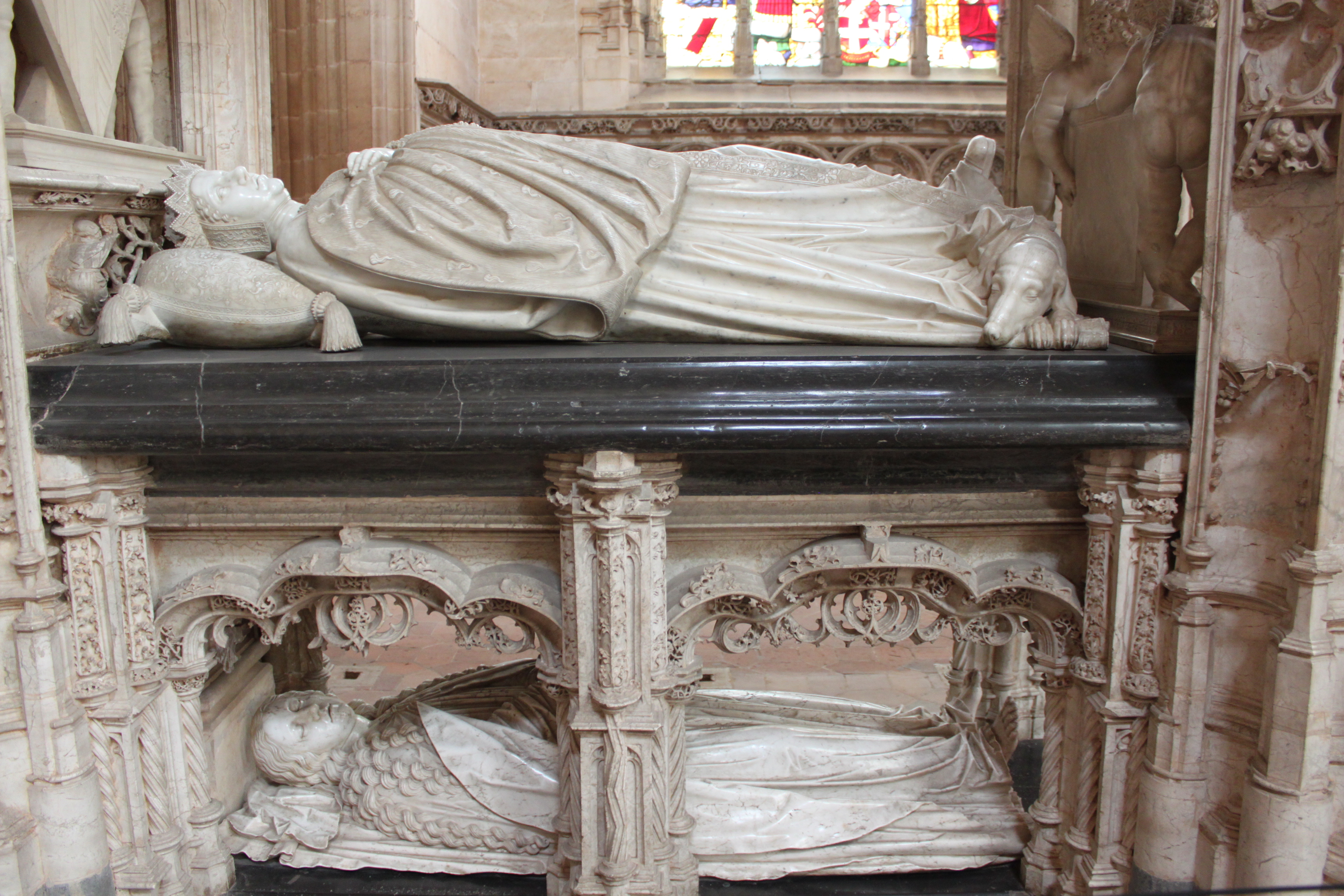
Náhrobek Margarety Habsburské
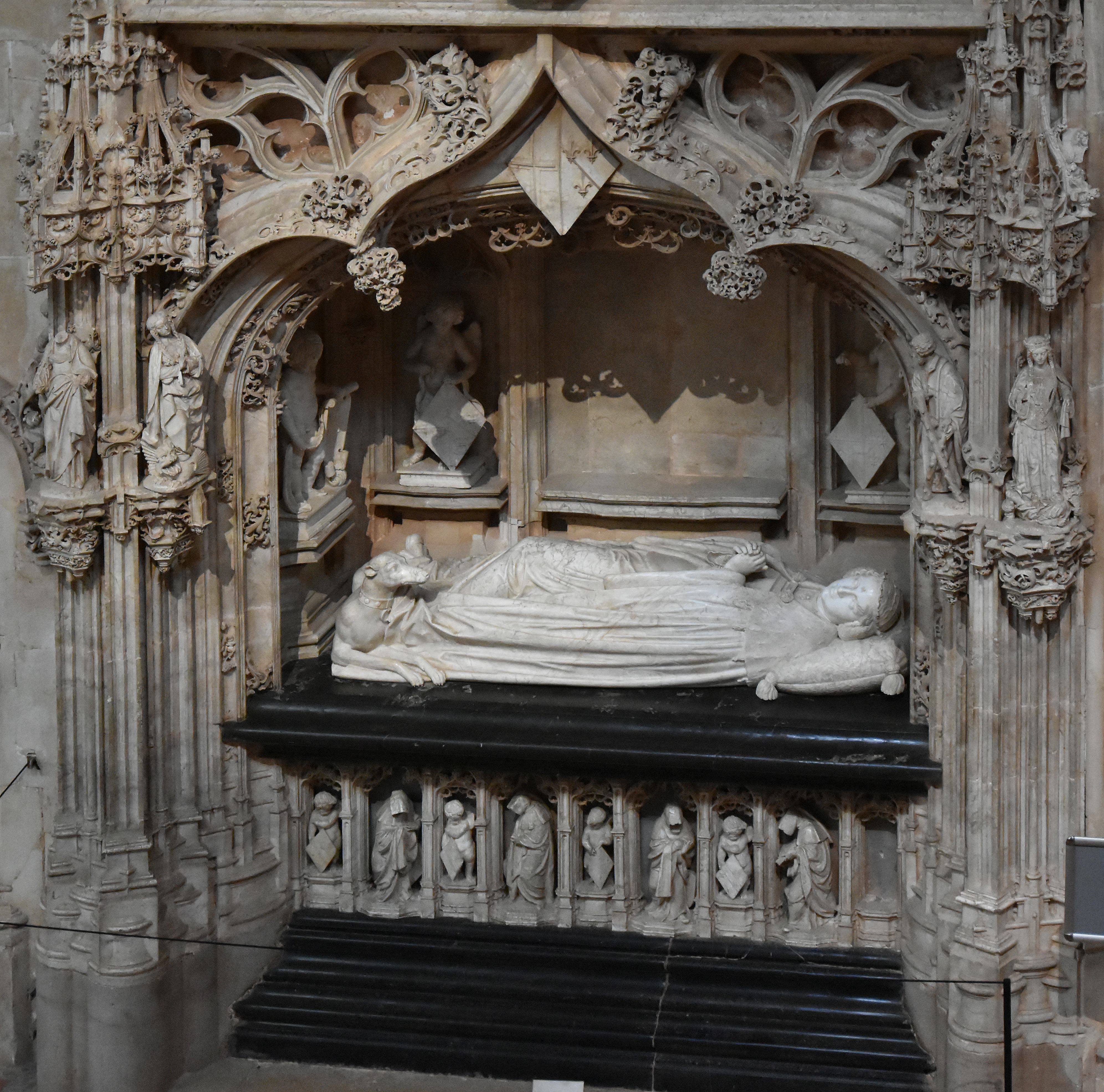
Náhrobek Margarety Bourbonské
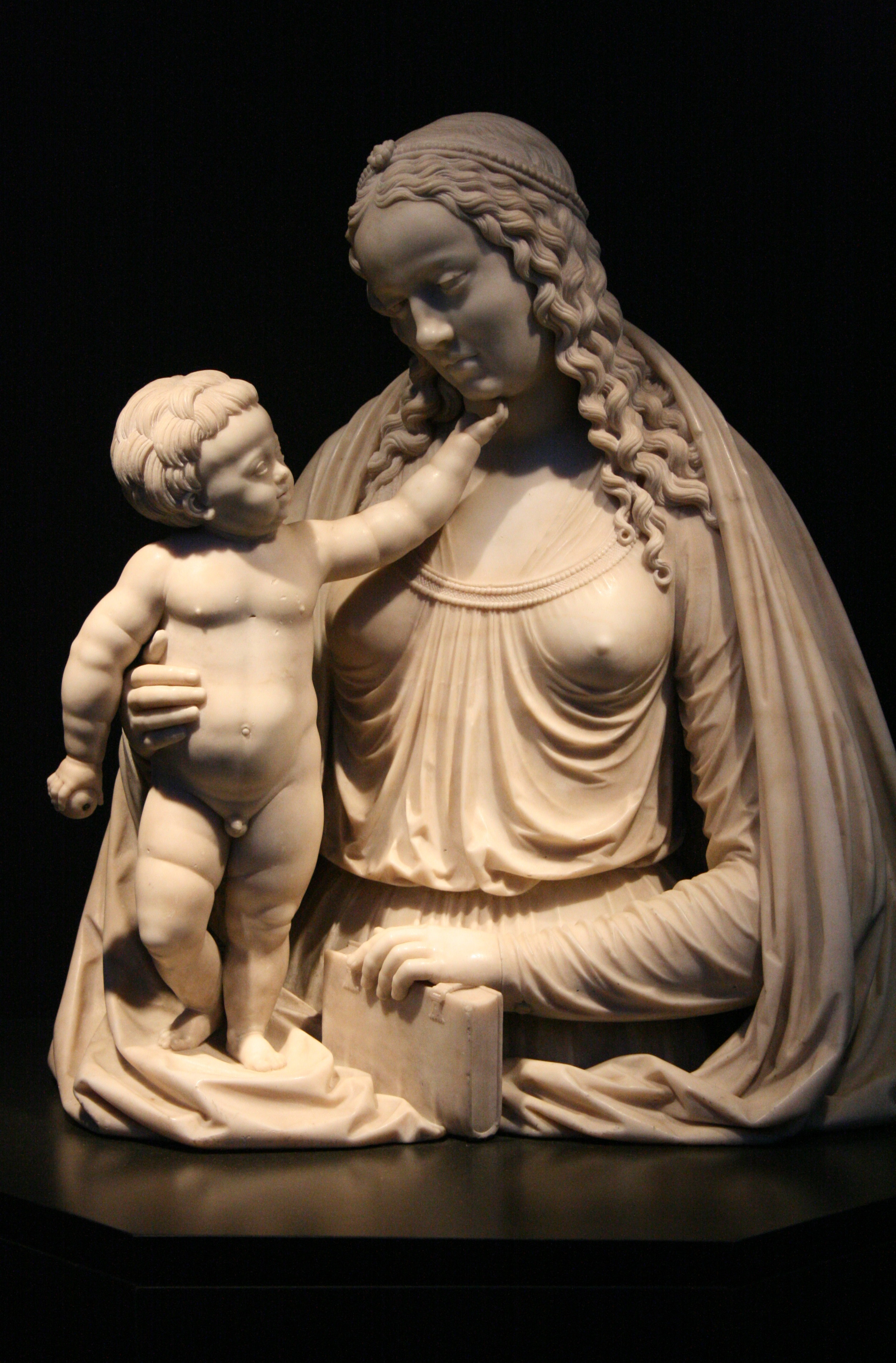
Madona s dítětem, původně z náhrobku Philiberta Chalonského
Judita s hlavou Holofernovou, alabastr, 1525
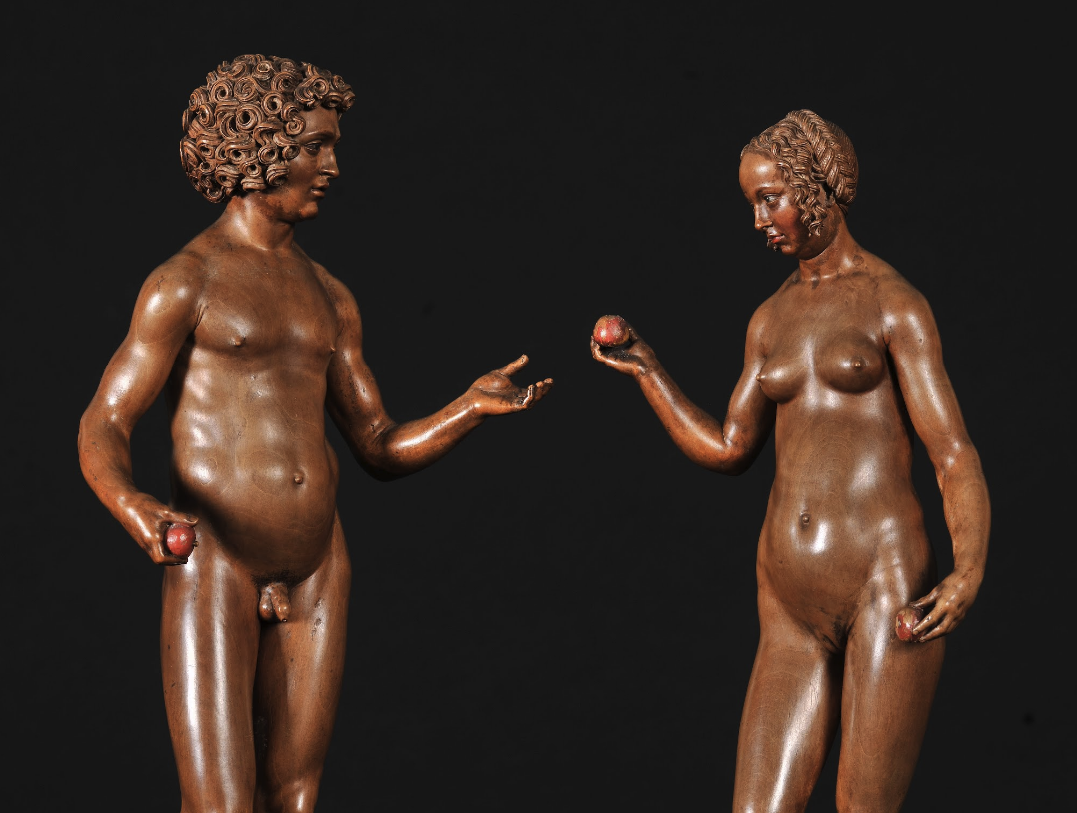
Adam a Eva, 1510–17 (detail)
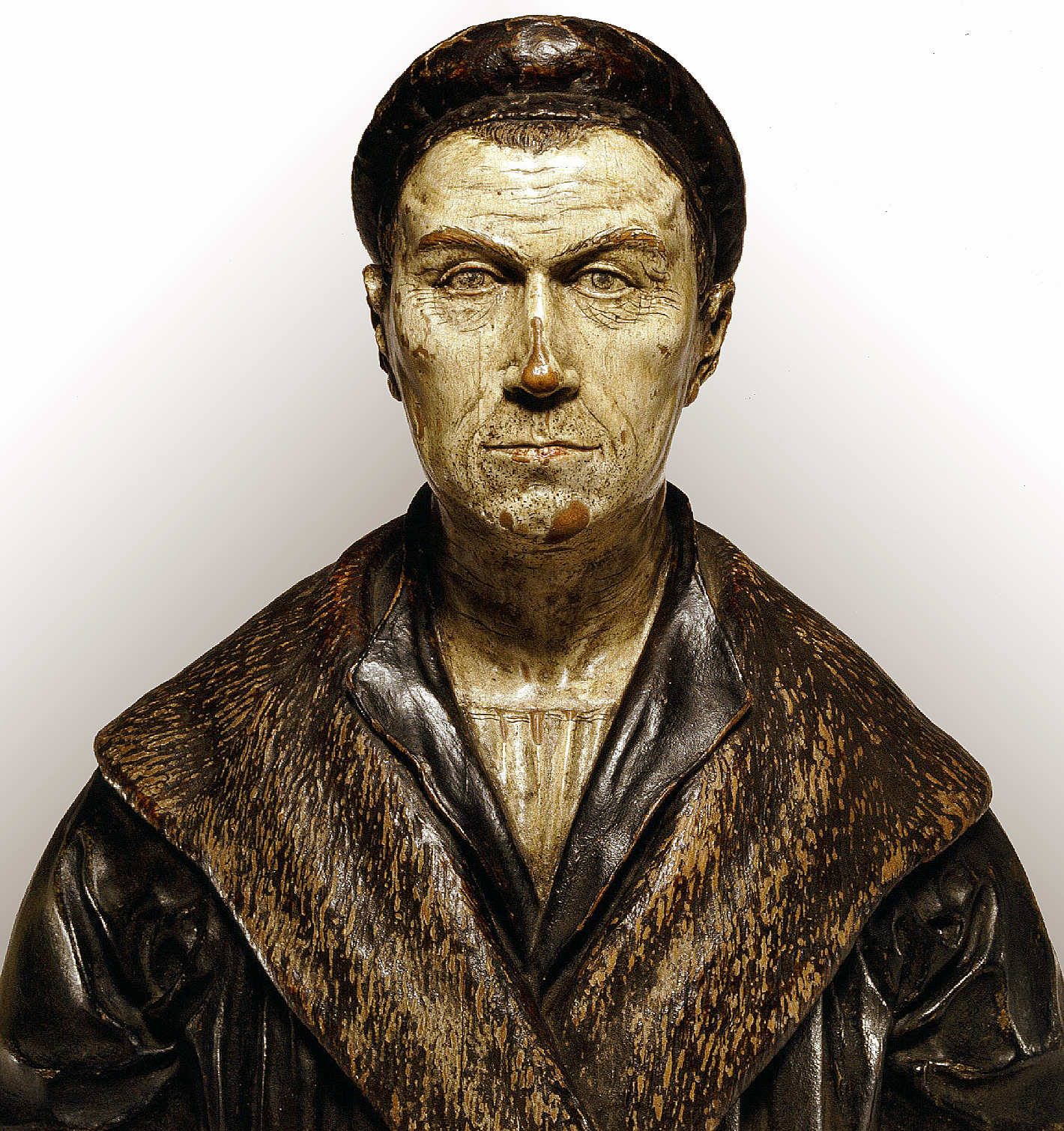
Portrét Jakoba Fuggera (kolem 1515)
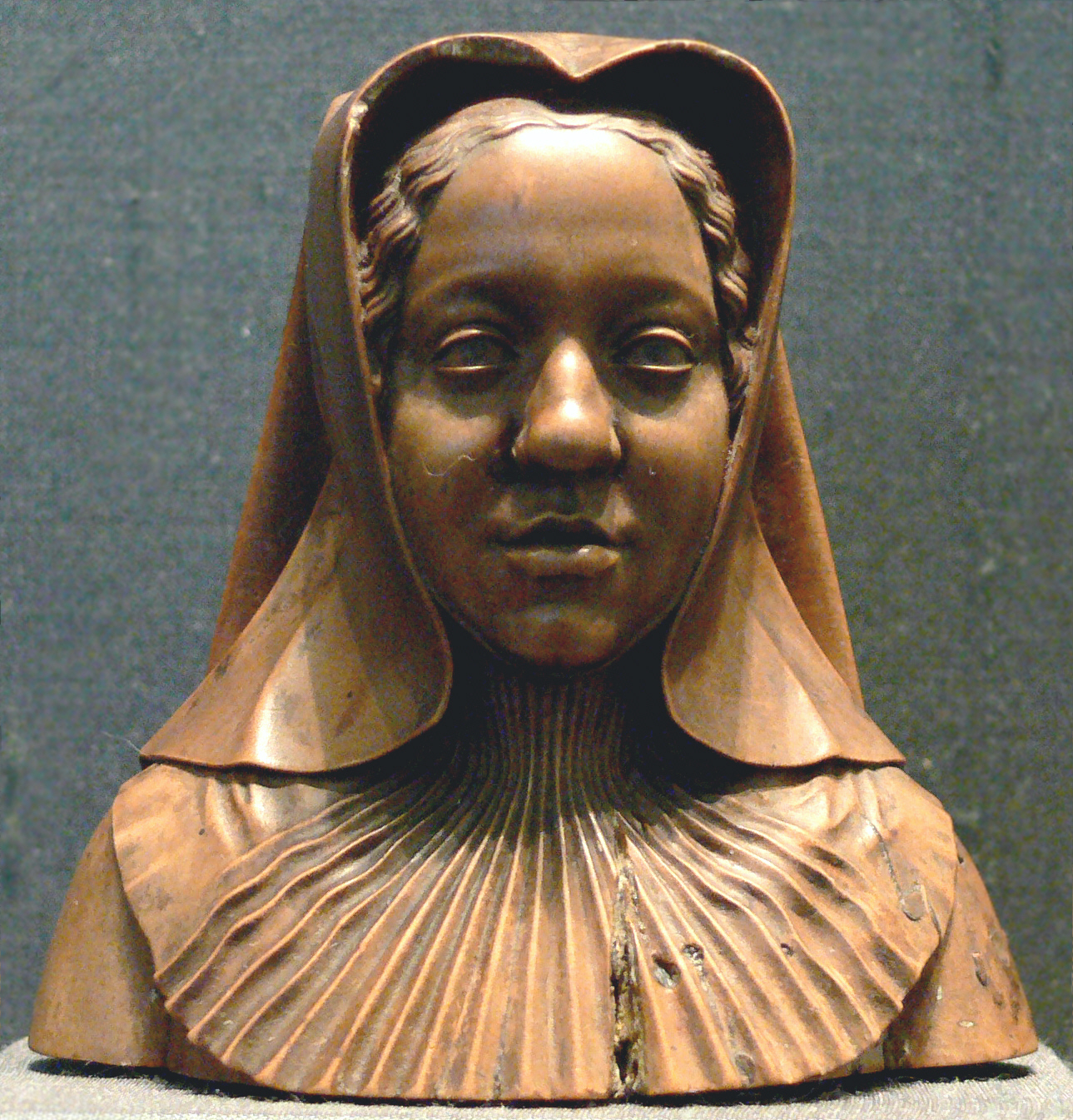
portrét Margarety Habsburské kolem 1518